# 王字之
王字之（1066年—1122年3月）。字元长（원장），初名绍中（소중）。本贯海州王氏，朝鲜半岛高丽王朝时官人。諡号章顺（장순）。高麗文廟祭禮樂的傳受者。
王字之本姓朴氏，爲先祖王儒。由於他为高丽開國立下功勞，王建賜其姓为王氏。
他在胥吏在职中，妹夫王国髦爲李资义杀害的助力成功是始官都校令。而当肃宗朝内侍任歷。1108年（睿宗三年）兵马判官在任中将军尹瓘麾下进入女眞族讨伐出征。

拓境立碑圖，女眞族對戰勝戰記念圖 (17c 民畵)

在以后咸州等地东女眞部族是一个征伐。以后殿中少监，1115年吏部尙书在职中任谢恩兼进奉使選宋国作为入朝，宋徽宗的膳物'大晟雅乐'得有回國。 1117年左散骑常侍，同知枢密院事，1122年吏部尙书参知政事，判户部事歷任。